# 8454-es mellékút (Magyarország)
A 8454-es számú mellékút egy bő 4,5 kilométer hosszú, négy számjegyű országos közút Vas vármegye területén; Kemenesmihályfa és Vönöck, illetve a köztük fekvő Kemenessömjén összekapcsolását szolgálja.

## Nyomvonala
Kemenesmihályfa központjának keleti részén ágazik ki a 8452-es útból, annak a 2+900-as kilométerszelvényénél, északkelet felé, Hunyadi János utca néven. Alig 300 méter után eléri a község keleti határát és átlép az azzal teljesen összeépült Kemenessömjén házai közé. Ott a központ eléréséig – csaknem másfél kilométeren át – a Berzsenyi Dániel utca nevet viseli, majd egy iránytörést követően, délebbnek fordulva az Árpád utca nevet veszi fel. Mintegy 2,2 kilométer után kilép e település házai közül, s egyúttal visszatér a korábban követett északkeleti irányához.
2,5 kilométer megtételét követően Kemenesszentmárton területére érkezik, de ennek a falunak lakott területeit nem érinti, oda innét csak egy szilárd burkolat nélküli, alsóbbrendű út ágazik ki, a 3+150-es kilométerszelvénye táján. 3,7 kilométer után már Vönöck területén folytatódik, egy darabig még a falu déli határszélét kísérve, 4,3 kilométer után viszont már teljes egészében a határai között, sőt utolsó szakaszán már belterületek között. Így ér véget, beletorkollva a 8611-es útba, annak a 37+750-es kilométerszelvénye közelében. Majdnem ugyanott, alig néhány lépéssel északabbra ér véget ugyanebbe az útba becsatlakozva a 8412-es út is, amely Rábaszentandrás külterületeitől vezet idáig.
Teljes hossza, az országos közutak térképes nyilvántartását szolgáló kira.gov.hu adatbázisa szerint 4,616 kilométer.

## Települések az út mentén
- Kemenesmihályfa
- Kemenessömjén
- (Kemenesszentmárton)
- Vönöck